# Centroplasthelida
A Centroplasthelida napállatkák nagy csoportja. Vannak mozgó és szesszilis, édesvízi és tengeri környezetekben élő csoportjai is.

## Jellemzők

Centroplasthelida-sejt felépítése

Gömbölyű egysejtűek, átmérőjük 30–80 μm, és hosszú sugaras axopódiumok borítják, melyek lehetővé teszik a táplálék bekebelezését és a mozgó élőlényeknek a mozgást.
Egyes nemzetségeknek nincs sejtburkuk, de a legtöbb speciális vezikulumok által termelt pikkelyes-tüskés zselatinborítással rendelkezik. Ezek lehetnek szervesek vagy szilikáttartalmúak és változatos alakúak és méretűek. Például a Raphidiophrys burka az axopódiumok alapja mentén halad, azokat ívelt spiculákkal borítja fenyőszerű kinézetet adva, a Raphidiocystisé kis csészeszerű és az axopódiumoknál kevéssel hosszabb hosszú csőszerű spiculákkal rendelkezik. További gyakori nemzetségek a Heterophrys, az Actinocystis és az Oxnerella.
A Centroplasthelida-axopódiumokat háromszöges-hatszöges csoportban támasztják mikrotubulusok, melyek a háromrészes központi centroplasztból erednek. Az axopódiumok hasonlóképpen jelennek meg a Gymnosphaerida esetén is, melyeket korábban ide soroltak a többitől eltérő rendbe. Ezt megkérdőjelezték, miután kiderült, hogy mitokondriumaik cristái csövesek, mint más napállatkákéi, míg a Centroplasthelidáéi laposak. Bár ez nem nagyon megbízható, utóbbi feltehetően külön csoport.

## Taxonómia

### Történet
A Centroplasthelida evolúciós helyzete nem tisztázott. Szerkezete más csoportokkal való összehasonlítása nehéz, részben mert nincsenek ostorai, és a genetikai tanulmányok többé-kevésbé többértelműek. Cavalier-Smith szerint a Rhizaria rokonai lehettek, de a többi területen ismeretlenek kapcsolatai. Egy 2009-es tanulmány szerint a Cryptophyceae és a Haptista rokonai lehetnek (vö. Hacrobia). Egyesek a Hacrobia csoportba sorolják a növények+HC-n belül, de más kutatások a Hacrobia monofíliájával szemben találtak bizonyítékokat, és Yazaki et al. 2022-es tanulmánya szerint se monofiletikus a Hacrobia. A Centroplasthelidát korábban pikkelymorfológia és ultraszerkezet alapján a Pterocystida és az Acanthocystida rendre osztották. 2018-ban végzett molekuláris tanulmányok ezt átrendezte a Pterocystida és az Acanthocystida tagjain kívül a Yogsothoth nemzetséget tartalmazó Panacanthocystida rendre.
A Pterocystis tropica 28S rRNS-génjének részleges szekvenciája ismert.

### Besorolás
A Centroplasthelida besorolása (2019):
- Centroplasthelida Febvre‐Chevalier et Febvre 1984 [=Centrohelea Kühn 1926 sensu Cavalier‐Smith in Yabuki et al. 2012; Centroheliozoa Dürrschmidt et Patterson 1987]
  - Pterocystida Cavalier‐Smith et von der Heyden 2007, emend. Shɨshkin and Zlatogursky 2018
    - Raphidista Shɨshkin et Zlatogursky 2018
      - Choanocystidae Cavalier-Smith et von der Heyden 2007
        - Choanocystis Penard 1904 non Cognetti 1918

      - Raphidiophryidae Mikrjukov 1996 emend. Cavalier-Smith et von der Heyden 2007
        - Raphidiophrys Archer 1867 [Raphidiaphrys (sic) Greeff 1869]

    - Pterista Shɨshkin et Zlatogursky 2018
      - Oxnerellidae Cavalier-Smith et Chao 2012
        - Oxnerella Dobell 1917
        - Polyplacocystis Mikrjukov 1996[11]

      - Pterocystidae Cavalier-Smith et von der Heyden 2007
        - Chlamydaster Rainer 1968
        - Pseudoraphidocystis Mikrjukov 1997 [Pseudoraphidiocystis (sic)]
        - Pseudoraphidiophrys Mikrjukov 1997
        - Pterocystis Siemensma et Roijackers 1988 non Lohmann 1904
        - Raineriophrys Mikrjukov 2001 [Rainierophrys (sic); Raineria Mikrjukov 1999 non Osswald 1928 non de Notaris 1838; Echinocystis Mikrjukov 1997 non Haeckel 1896 non Bhatia et Chatterjee 1925 non Torrey et Gray 1840 non Gregory 1897]

      - Heterophryidae Poche 1913
        - Heterophrys Archer 1869
        - Parasphaerastrum Mikrjukov 1996
        - Sphaerastrum Greeff 1873

  - Panacanthocystida Shɨshkin et Zlatogursky 2018
    - Chthonida Shɨshkin et Zlatogursky 2018
      - Yogsothothina Shɨshkin et Zlatogursky 2018
        - Yogsothothidae Shɨshkin et Zlatogursky 2018
          - Yogsothoth Shɨshkin et Zlatogursky 2018

    - Acanthocystida Cavalier-Smith 2011
      - Marophryina Cavalier-Smith 2011
        - Marophryidae Cavalier-Smith et von der Heyden 2007
          - Marophrys Cavalier-Smith et von der Heyden 2007

      - Chalarothoracina Hertwig et Lesser 1874 stat n. Cavalier-Smith 2011
        - Raphidocystidae Zlatogursky in Zlatogursky et al., 2018
          - Raphidocystis Penard 1904 [Raphidiocystis (sic) Doflein 1928 ; Rhaphidocystis (sic)]

        - Acanthocystidae Claus 1874 emend. Cavalier-Smith et von der Heyden 2007
          - Acanthocystis Carter 1863 non Kuehner 1926 non Bather 1889 non Haeckel 1896 nomen nudum

  - Incertae sedis Centroplasthelida:
    - Parasphaerastrum Mikrjukov 1996
    - Heteroraphidiophrys Mikrjukov et Patterson 2000[* 1]
    - Spiculophryidae Shɨshkin et Zlatogursky 2018
      - Spiculophrys Zlatogursky 2015

## Fordítás
Ez a szócikk részben vagy egészben  a   Centrohelid című angol Wikipédia-szócikk ezen változatának fordításán alapul.  Az eredeti cikk szerkesztőit annak laptörténete sorolja fel. Ez a jelzés csupán a megfogalmazás eredetét és a szerzői jogokat jelzi, nem szolgál a cikkben szereplő információk forrásmegjelöléseként.